# Jorge Solís
Jorge Iván Solís Pérez (Guadalajara, Jalisco, México; 23 de octubre de 1979) es un boxeador profesional mexicano. Es un excampeón de varios organismos y dueño también en su momento de algunos títulos regionales, entre ellos, el título de peso pluma del Estado de Jalisco, del WBC América Latina , supergallo de México, pluma de la WBA y títulos Fedecentro. Su hermano, Ulises Solís, es el excampeón minimosca de la IBF.

## Carrera profesional
Solís comenzó su carrera de boxeo profesional en 1998 en las 112 libras a la edad de 19 años. Sus primeras peleas por lo general se llevó a cabo en México. Su primera pelea profesional fue un combate de cuatro asaltos en contra de Bernardo Tule (2-1-0) el 6 de febrero de 1998, Solís ganó por nocaut técnico (TKO).

### Solís vs Méndez
Su primera pelea en los Estados Unidos de América contra Juan José Méndez (3-2-1) el 2 de septiembre de 2000 en el Centro Don Haskins, de El Paso, Texas, que ganó en la 6 ª ronda por nocaut técnico.

### Solís vs Estanislao
El 27 de octubre de 2001 ante Solís Rubén Estanislao (13-3-1) por el mexicano supergallo del Campeonato, que ganó y lo defendió contra Jorge Muñoz (22-17-2), Sammy Ventura (17-8-0) y Fernando Alanis (16-14-3).

### Solís vs Alcorro
El 6 de junio de 2003 ante Wilson Alcorro Solís (20-4-2) por el CMB América Latina Superpluma del título, pero la pelea terminó en empate.

### Solís vs Soto
En septiembre de 2004, Solís luchó futuro campeón de Humberto Soto (35-5-2) en una pelea que resultó en un "no contest" decisión. Solís fue derribado a la lona por Soto en la tercera ronda, pero el combate fue detenido más tarde en la ronda después de Solís sufrió un corte debido a un choque accidental de cabezas.Humberto Soto, quien se adelantó a todos los cuadros de mandos, disputado el resultado alegando que el corte fue el resultado de un golpe y no un choque de cabeza.

### Solís vs Pacquiao
El 14 de abril de 2007, Solís se enfrentó a reina del CMB Internacional campeón súper pluma, a continuación, en tres divisiones campeón del mundo, Manny Pacquiao (43-3-2) en San Antonio, Texas. Solís siempre un reto más difícil de lo esperado, sin embargo, Pacquiao fue demasiado para el retador número cuatro clasificado. Pacquiao desató una andanada de golpes letales para el knock-out Solís invicto en el octavo asalto. En Filipinas, este partido fue llamado como El resplandor de la gloria.Al Final Perdió El Campeonato

### Solís vs Allione
Después de ser golpeado por Pacquiao, Jorge derrotó a Santiago Allione (13-4-0) en la Arena Coliseo de Guadalajara por la técnica del golpe de gracia. El 31 de enero de 2009 en Zapopan, Jalisco, Solís anotó un knock out en el quinto asalto técnicos de Monty Meza Clay (28-1-0) en una eliminatoria por el título FIB .

### Solís vs Cruz
El 11 de julio de 2009, Solís desafió IBF campeón de peso pluma Cristóbal Cruz (38-11-1), a quien había derrotado previamente Solís, pero perdió por decisión unánime. Durante el combate,  a Solís se le dedujo 4 puntos por golpes bajos intencionales, mientras que Cruz se  le deducirán dos puntos por dar un cabezazo. Las puntuaciones finales fueron 113-110, 113-110 y 113-111 a favor de la Cruz. Solís se trasladó a la división súper pluma en su próximo combate y derrotó a Likar Ramos por nocaut técnico el 7 y el reclamo de la AMB interino Súper título de peso pluma.

### Solís vs Santiago
El 8 de mayo de 2010, Solís defendió su título interino en contra de Mario Santiago en una decisión unánime sobre todo los menores de tarjeta de Furia Latina 14.

### Gamboa vs Solís
Solís perdió ante Gamboa en el cuarto Round por K.O. dejando la oportunidad de unificar.